# Егоров, Владимир Николаевич (геолог)
Владимир Николаевич Егоров (1919, Рязанская область, Скопин — ?) — геолог Красноярского геологического управления. Лауреат Ленинской премии (1965).

## Биография
Более двадцати лет провёл в экспедициях в тундре. В должности главного геолога Норильской комплексной геологоразведочной экспедиции участвовал в открытии и изучении Талнахского медно-никелевого месторождения и Октябрьского медно-никелевого месторождения.
В 1980-е годы — главный специалист по меди Министерства геологии РСФСР, занимался в том числе Удоканским месторождением.

### Семья
Внук — Егоров Павел Игоревич (1971 г.р.)
Двоюродный внук — Александр Амелин (1962—2012), заслуженный артист России.

## Избранные труды
- Егоров В. Н., Суханова Е. Н. Талнахский рудоносный интрузив на северо-западе Сибирской платформы // Разведка и охрана недр. — 1963. — № 1. — С. 17-21. — ISSN 0034-026X

## Награды
- Ленинская премия (1965; совместно с Б. М. Косовым, Е. Н. Сухановой, В. С. Нестеровским, В. Ф. Кравцовым) — за открытие и изучение Талнахского медно-никелевого месторождения[7][8]